# Gachnang
Gachnang és un municipi del cantó de Turgòvia (Suïssa), situat al districte de Frauenfeld.